# Бурмасово (Архангельская область)
Бурмасово — деревня в Котласском районе Архангельской области России. Входит в состав Черёмушского сельского поселения.

## География
Деревня расположена на реке Ухтомке.Близлежащие деревни: Медведки, Кудрино, Заухтомье.

## Экология
В районе деревни периодически наблюдается резкий подъем паводковых вод.

## Население
| 2002 | 2009 | 2010 | 2012 |
| ---- | ---- | ---- | ---- |
| 30   | ↘13  | ↗14  | →14  |